# 小行星21556
小行星21556（21556 Christineli）是一颗绕太阳运转的小行星，为主小行星带小行星。该小行星于1998年8月24日发现。

## 轨道参数
小行星21556的轨道半长轴为2.3960559 UA，离心率为0.234。